# Guillaume IV de Mâcon
Pour les articles homonymes, voir Guillaume IV.
Guillaume IV de Mâcon (?-1224) fut comte de Mâcon de 1184 à 1224, comte de Vienne et comte d'Auxonne.

## Biographie

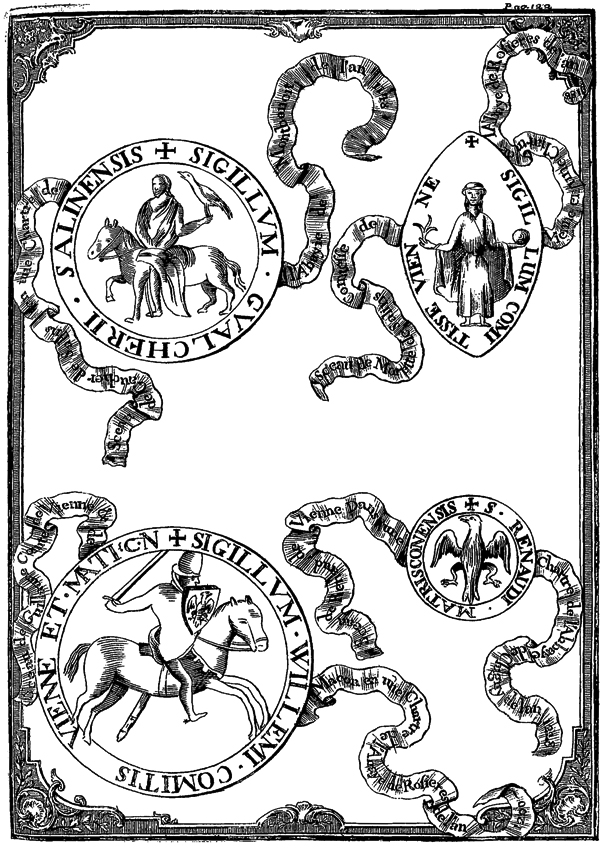
Sceaux de Gaucher III de Salins, de Maurette de Salins, de Guillaume IV de Mâcon et de Renaud de Vienne.

Guillaume est le fils du comte Géraud Ier de Mâcon (lui-même fils de Guillaume IV de Bourgogne - III de Mâcon, fils du comte Étienne Ier, et probablement de Poncette de Traves, fille de Thibaud), et de Maurette de Salins (1137-1200 ; fille du seigneur Gaucher III de Salins).
Il épouse en premières noces Ponce de Beaujeu, qui semble fille d'Humbert III de Beaujeu et d'Alix de Savoie. Mais de ce mariage, il n'eut aucune postérité,,.
Puis il épouse en secondes noces Scholastique, fille du comte Henri Ier de Champagne et de Marie de France (fille de Louis VII et Aliénor), avec qui il a pour enfants :
- le futur comte Géraud II de Mâcon, époux de Guigonne fille de Guigues III de Forez : d'où Alix, dernière comtesse de Mâcon jusqu'en 1239 ;
- Guillaume (V) de Mâcon, comte de Vienne (mort sans descendance en 1247/1255), chanoine à Mâcon et doyen de Saint-Etienne de Besançon, excommunié en 1233, retourné à l'état laïc, puis époux successif d'Agnès, fille d'Ulrich II de Ferrette, et d'Isabelle, fille de Mathieu II de Lorraine ;
- Henry (Ier) de Mâcon, comte de Vienne (mort en mai 1233 assassiné à Genève, sans descendance), seigneur de Montmorot, d'abord fiancé à Marguerite de Beaujeu, puis marié à Élisabeth de Bourgogne-Chalon-Salins, fille de Jean le Sage ou l'Antique, comte de Chalon. → Henri (Ier) et son frère Guillaume (V) assument le comté de Vienne respectivement en 1227-1233, puis 1230/33-1247 ;
- Béatrix de Vienne-Mâcon (?-1239), qui épouse en 1219 Hugues III de Neublans d'Antigny : ils sont les parents d'Henri (II) et d'Hugues IV de Neublans d'Antigny, comtes de Vienne, respectivement en 1247-1250 et 1250-1263/1277. Leur famille se nomme désormais la Maison de Vienne : l'amiral Jean de Vienne est issu de cette lignée.

Il disparaît en 1224 et est enterré dans la galilée de l'abbatiale Saint-Philibert de Tournus. Son fils Géraud II de Mâcon lui succède, très brièvement, comme comte de Mâcon et de Vienne, puis Alix, la fille de Géraud/Gérard II.